# San Bartolomé del Grau
San Bartolomé del Grau (en catalán y oficialmente, Sant Bartomeu del Grau) es un municipio español de la provincia de Barcelona (Cataluña) situado en la comarca de Osona, en el altiplano del Llusanés.

## Historia
La iglesia de San Bartolomé está documentada desde el año 961, si bien el núcleo actual se formó en el siglo XVII alrededor de un hostal. Inicialmente estuvo bajo la jurisdicción del castillo de Gurb y posteriormente pasó a la del obispo de Vic. En 1840 incorporó el antiguo municipio de Sant Jaume d'Alboquers. La creación y posterior ampliación de las naves industriales de la empresa Puigneró provocó un fuerte incremento de población en la década de 1960 y la construcción de bloques de viviendas baratas para los recién llegados.

## Geografía humana

### Demografía
Cuenta con una población de 943 habitantes (INE 2024).
| Gráfica de evolución demográfica de San Bartolomé del Grau entre 1842 y 2021 |
| |
| En estos censos se denominaba San Bartolomé del Grau: 1842, 1857, 1860, 1877, 1887, 1897, 1900, 1910, 1920, 1930, 1940, 1950, 1960, 1970 y 1981 Población de derecho según los censos de población del INE. Población de hecho según los censos de población del INE. |

Su incremento de población en la década de 1970 fue debido a la instalación de una importante industria textil hoy desaparecida. El cierre de esta industria en la década de 1990 ha comportado el estancamiento demográfico del municipio.
| 1900 | 1930 | 1950 | 1970 | 1981 | 1986 | 2006 | 2022 |
| ---- | ---- | ---- | ---- | ---- | ---- | ---- | ---- |
| 473  | 620  | 619  | 527  | 1034 | 1081 | 1001 | 924  |

## Comunicaciones
La carretera local BV-4601 lo comunica con la Plana de Vic por el sureste y con el Llusanés por el noroeste.

## Economía
Agricultura de secano y ganadería. Hasta fechas recientes la principal actividad económica de la población era la industria textil.

## Monumentos
- Iglesia de San Bartolomé, de estilo barroco.
- Iglesia de San Jaime d'Alboquers, de estilo románico.
- Iglesia de San Jaime de Fenollet, de estilo románico.
- Iglesia de San Ginés sa Devesa, de estilo románico.